# ワンダーオーシャン
ワンダーオーシャンは、ナムコが提供するアバターを中心とした公開コミュニティサイト。
情報コンテンツ提供など新しい取り組みをしている。
2006年11月24日サービスを停止。

## 特徴
- 公開型SNSである
- 無料で、誰でも登録することができる
- ユーザの情報だけでなく、ライターによるコンテンツ提供がある
- アバターが利用できる
- ゲームをサイト内で遊ぶことが出来る
- 8つのテーマアイランドがある